# Чемпионат мира по шоссейным велогонкам 2012 — командная гонка (мужчины)
Командная гонка на время с раздельным стартом у мужчин на чемпионате мира по шоссейным велогонкам 2012 года прошла 16 сентября в голландской провинции Лимбург и связала между собой города Ситтард-Гелен и Валькенберг. Командная гонка вернулась в программу чемпионатов мира после восемнадцатилетнего отсутствия. В отличие от остальных гонок чемпионата в командной гонке гонщики выступали не за национальные команды, а в составе своих профессиональных команд.

## Участники
Участие в гонке обязательно для 18 команд Мирового тура UCI. Всего UCI были приглашены 50 команд для участия в чемпионате мира:
- 18 команд Мирового тура UCI;
- Лучшая команда Африканского тура UCI;
- 5 сильнейших команд Азиатского тура UCI;
- 5 команд, представляющих Американский тур UCI;
- 20 команд Европейского тура UCI;
- Лучшая команда UCI Oceania Tour

Ряд команд по различным причинам вынуждены были отказаться от участия в гонке, поэтому на старт вышли 32 команды:
- 18 команд Мирового тура UCI;
- Лучшая команда Африканского тура UCI — MTN Qhubeka;
- 2 команды, представляющие Американский тур UCI;
- 11 команд Европейского тура UCI

В состав каждой из команд входят шестеро гонщиков, при этом финишное время фиксируется по четвёртому гонщику. Победившая команда получает право ношения «отличительного логотипа», который будет расположен на её майках во всех гонках сезона 2013 года.

## Маршрут
Дистанция в 53,2 км связала между собой города Ситтард-Гелен и Валькенберг. Рельеф гонки в основной равнинный, но 10 % дистанции составляют три основные холма:
- Lange Raarbeg — протяженность 1300 м, средний градиент 4,5 %;
- Bergseweg — протяженность 2700 м, средний градиент 3,3 %;
- Cauberg — протяженность 1200 м, средний градиент 5,8 %.

Максимальный градиент на остальной части дистанции не превысил 2 %. Общий набор высоты составил 525 метров.

## Результаты гонки
| Место | Команда                        | Гонщики | Время         |
| ----- | ------------------------------ | --- | ------------- |
|       | Omega Pharma-Quick Step        | Том Бонен (BEL) Сильвен Шаванель (FRA) Тони Мартин (GER) Ники Терпстра (NED) Кристоф Вандевалле (BEL) Петер Велитс (SVK)                        | 1ч 03' 17.17" |
|       | BMC Racing Team                | Алессандро Баллан (ITA) Филипп Жильбер (BEL) Тейлор Финни (USA) Марко Пинотти (ITA) Мануэль Квинцато (ITA) Тиджей Ван Гардерен (USA)            | + 3.23"       |
|       | Orica GreenEDGE                | Сэм Бьюли (NZL) Люк Дарбридж (AUS) Себастьян Лангевельд (NED) Кэмерон Мейер (AUS) Йенс Морис (NED) Свен Тафт (CAN)                              | + 47.06"      |
| 4     | Liquigas-Cannondale            | Мацей Боднар (POL) Тициано Даль'Антония (ITA) Кристиян Корен (SLO) Винченцо Нибали (ITA) Мачей Патерский (POL) Петер Саган (SVK)                | + 1' 04.73"   |
| 5     | Rabobank                       | Ларс Бом (NED) Стеф Клемент (NED) Рик Фленс (NED) Роберт Гесинк (NED) Вилко Келдерман (NED) Луис Леон Санчес (ESP)                              | + 1' 08.13"   |
| 6     | Movistar Team                  | Андрей Амадор (CRC) Джонатан Кастровьехо (ESP) Иван Гутьеррес (ESP) Владимир Карпец (RUS) Василий Кириенко (BLR) Рубен Пласа (ESP)              | + 1' 18.57"   |
| 7     | Team Katusha                   | Максим Бельков (RUS) Владимир Гусев (RUS) Александр Кучинский (BLR) Денис Меньшов (RUS) Гатис Смукулис (LAT) Эдуард Ворганов (RUS)              | + 1' 18.81"   |
| 8     | RadioShack-Nissan              | Тони Галлопен (FRA) Андреас Клёден (GER) Ярослав Попович (UKR) Джесси Серджент (NZL) Йенс Фойт (GER) Аймар Субельдия (ESP)                      | + 1' 21.22"   |
| 9     | Sky Procycling                 | Эдвальд Боассон Хаген (NOR) Алекс Доусетт (GBR) Хуан Антонио Флеча (ESP) Серхио Энао (COL) Иан Стэннард (GBR) Джерант Томас (GBR)               | + 1' 32.33"   |
| 10    | Garmin-Barracuda               | Джэк Бауэр (NZL) Томас Деккер (NED) Мартин Мааскант (NED) Рамунас Навардаускас (LTU) Эндрю Талански (USA) Йохан Вансюммерен (BEL)               | + 1' 35.13"   |
| 11    | Astana Pro Team                | Асан Базаев (KAZ) Александр Дьяченко (KAZ) Дмитрий Груздев (KAZ) Андрей Гривко (UKR) Танел Кангерт (EST) Дмитрий Муравьёв (KAZ)                 | + 1' 44.97"   |
| 12    | Vacansoleil-DCM                | Томас Де Гендт (BEL) Мартин Кейзер (NED) Густав Ларссон (SWE) Марко Маркато (ITA) Томаш Марчински (POL) Лиуве Вестра (NED)                      | + 1' 48.21"   |
| 13    | Saxo Bank                      | Мануэле Боаро (ITA) Михаэль Мёркёв (DEN) Люк Робертс (AUS) Ники Соренсен (DEN) Давид Таннер (AUS) Маттео Тозатто (ITA)                          | + 1' 48.35"   |
| 14    | RusVelo                        | Артур Ершов (RUS) Сергей Фирсанов (RUS) Валерий Кайков (RUS) Дмитрий Козончук (RUS) Артём Овечкин (RUS) Александр Серов (RUS)                   | + 2' 14.08"   |
| 15    | Ag2r–La Mondiale               | Максим Буэ (FRA) Сильвен Джорджес (FRA) Маттео Монтагути (ITA) Жан-Кристоф Перо (FRA) Кристоф Риблон (FRA) Николас Роч (IRL)                    | + 2' 26.14"   |
| 16    | Euskaltel-Euskadi              | Микель Астарлоса (ESP) Горка Исагирре (ESP) Ион Исагирре (ESP) Мигель Мингес (ESP) Ромен Сикар (FRA) Горка Вердуго (ESP)                        | + 2' 30.86"   |
| 17    | Lotto-Belisol                  | Ларс Бак (DEN) Гаэтан Билле (BEL) Барт Де Клерк (BEL) Йенс Дебюссе (BEL) Адам Хансен (AUS) Юрген Роландс (BEL)                                  | + 2' 32.98"   |
| 18    | Argos-Shimano                  | Берт Де Бакер (BEL) Патрик Гретч (GER) Роджер Клюге (GER) Рамон Синкельдам (NED) Маттью Шприк (FRA) Альберт Тиммер (NED)                        | + 3' 01.65"   |
| 19    | Itera-Katusha                  | Павел Кочетков (RUS) Дмитрий Косяков (RUS) Максим Покидов (RUS) Александр Рыбаков (RUS) Андрей Соломенников (RUS) Ильнур Закарин (RUS)          | + 3' 09.53"   |
| 20    | Optum-Kelly Benefit Strategies | Джесси Энтони (USA) Майкл Крид (USA) Майк Фридмен (USA) Рейд Мамфорд (USA) Том Зирбель (USA) Скотт Звизански (USA)                              | + 3' 13.40"   |
| 21    | Cofidis, le Crédit en Ligne    | Жулиан Фушар (FRA) Эгоиз Гарсия (ESP) Ян Гешелинк (BEL) Рейн Таармае (EST) Тристан Валентин (FRA) Роман Цингле (BEL)                            | + 3' 17.71"   |
| 22    | FDJ-Big Mat                    | Давид Буше (FRA) Санди Касар (FRA) Маттье Ладанью (FRA) Антони Ру (FRA) Жереми Руа (FRA) Джефри Соуп (FRA)                                      | + 3' 23.22"   |
| 23    | MTN Qhubeka                    | Жак Янсе ван Ренсбург (RSA) Рейнардт Янсе ван Ренсбург (RSA) Бредли Поджетер (RSA) Мерон Рассом (ERI) Деннис ван Найкирк (RSA) Яко Вентер (RSA) | + 3' 38.22"   |
| 24    | Acqua & Sapone                 | Паоло Чиаватта (ITA) Массимо Кодол (ITA) Франческо Ди Паоло (ITA) Владимир Михолевич (CRO) Данило Наполитано (ITA) Франческо Реда (ITA)         | + 3' 54.36"   |
| 25    | Topsport Vlaanderen-Mercator   | Сандер Арме (BEL) Лауренс Де Врез (BEL) Питер Якобс (BEL) Стин Найринк (BEL) Гийс Ван Хоке (BEL) Питер Ванспейбрук (BEL)                        | + 3' 56.35"   |
| 26    | CCC Polkowice                  | Пётр Гавронски (POL) Томаш Кендысь (POL) Бартоломей Матусяк (POL) Николай Михайлов (BUL) Марек Руткевич (POL) Матеуш Тачак (POL)                | + 3' 58.23"   |
| 27    | Adria Mobil                    | Кристиян Джюрасек (CRO) Кристиан Файт (SLO) Мацей Гнежда (SLO) Марко Кумп (SLO) Мацей Мужерли (SLO) Радослав Рогина (CRO)                       | + 4' 10.35"   |
| 28    | Lampre-ISD                     | Маттео Боно (ITA) Давиде Чимолай (ITA) Адриано Малори (ITA) Алессандро Петакки (ITA) Даниэле Пьетрополи (ITA) Давиде Вигано (ITA)               | + 4' 18.76"   |
| 29    | Caja Rural                     | Хавьер Арамендия (ESP) Эрнани Броко (POR) Кароль Домагальски (POL) Фабрицио Феррари (URU) Антонио Пьедра (ESP) Александр Рябкин (RUS)           | + 4' 32.35"   |
| 30    | Rabobank Continental Team      | Йеспер Бовенхайс (NED) Морено Хофланд (NED) Дан Оливер (NED) Данни Ван Поппель (NED) Рик Цабель (GER) Рубен Зепункте (GER)                      | + 4' 37.01"   |
| 31    | Team Type 1-Sanofi             | Рубенс Бертольятти (SUI) Ласло Бодроги (FRA) Хавьер Мейас (ESP) Георг Прайдлер (AUT) Джои Росскопф (USA) Мартин Вершур (NED)                    | + 5' 23.76"   |
| 32    | Saur-Sojasun                   | Сирилл Бесси (FRA) Джимми Энгоулвент (FRA) Брис Фейу (FRA) Сирилл Лемон (FRA) Лоран Манже (FRA) Поль Пу (FRA)                                   | + 5' 24.54"   |